# Taylor Swift (album)
Taylor Swift är det självbetitlade debutalbumet, även kallad "Debut", av den amerikanska countrypopartisten Taylor Swift. Albumet släpptes den 24 oktober 2006 av Big Machine Records. På albumet fanns fem hitsinglar som hamnade på Billboards Hot Country Songs-lista. Det släpptes senare i Storbritannien den 3 augusti 2009.
2011 hade albumet sålt 5x platina.
"Our Song", "Picture to Burn", och "Should've Said No" släpptes som singlar samt "Teardrops on My Guitar" som nådde till plats 13 på USAs Billboard. Både "Our Song" och "Should've Said No" nådde första plats på Hot Country Songs och i och med den förstnämnda blev Swift den första kvinnliga solo-countryartisten att på egen hand skriva och framföra en låt som nådde förstaplatsen på countrylistan.

I augusti 2019 återgav Big Machine en vinyl med sånger från albumet, vilket inte togs emot lika bra på grund av konflikten över äganderätten av Swifts första sex album, som hade blivit sålda av Big Machine till Scooter Braun. Men i maj 2025 berättade Swift i ett brev publicerat på hennes hemsida att hon köpt tillbaka äganderätten till sina album och att spelat in nästan hela Taylor Swift pånytt.

## Låtlista
| Nr           | Titel                      | Kompositör                                   | Längd |
| ------------ | -------------------------- | -------------------------------------------- | ----- |
| 1.           | Tim McGraw                 | Taylor Swift, Liz Rose                       | 3:52  |
| 2.           | Picture to Burn            | Swift, Rose                                  | 2:57  |
| 3.           | Teardrops on My Guitar     | Swift, Rose                                  | 3:36  |
| 4.           | A Place in This World      | Swift, Robert Ellis Orrall, Angelo Petraglia | 3:22  |
| 5.           | Cold as You                | Swift, Rose                                  | 4:01  |
| 6.           | The Outside                | Swift                                        | 3:27  |
| 7.           | Tied Together with a Smile | Swift, Rose                                  | 4:11  |
| 8.           | Stay Beautiful             | Swift, Rose                                  | 3:58  |
| 9.           | Should've Said No          | Swift                                        | 4:04  |
| 10.          | Mary's Song (Oh My My My)  | Swift, Rose, Brian Maher                     | 3:35  |
| 11.          | Our Song                   | Swift                                        | 3:24  |
| Total längd: | Total längd:               | Total längd:                                 | 40:27 |

| 12. | I'm Only Me when I'm with You        | Swift, Orrall, Angelo           | 3:33 |
| 13. | Invisible                            | Swift, Orrall                   | 3:24 |
| 14. | A Perfectly Good Heart               | Swift, Brett James, Troy Verges | 3:42 |
| 15. | Teardrops on My Guitar (Pop Version) | Swift, Rose                     | 2:59 |
| 16. | Tim McGraw (music video)             |                                 | 4:00 |
| 17. | Teardrops on My Guitar (music video) |                                 | 3:45 |

| 3.  | Teardrops on My Guitar (radio single version) | Swift, Rose           | 3:24 |
| 11. | Our Song (radio single version)               | Swift                 | 3:27 |
| 12. | I'm Only Me when I'm with You                 | Swift, Orrall, Angelo | 3:33 |
| 13. | Invisible                                     | Swift, Orrall         | 3:24 |
| 14. | A Perfectly Good Heart                        | Swift, James, Verges  | 3:42 |
| 15. | Taylor Swift's 1st Phone Call with Tim McGraw |                       | 4:44 |

| 1.  | Tim McGraw                                                                                 |  |
| 2.  | Tim McGraw (Live at Grand Ole Opry)                                                        |  |
| 3.  | Tim McGraw (Live Yahoo! Music and Interview)                                               |  |
| 4.  | Teardrops on My Guitar                                                                     |  |
| 5.  | Behind the Scenes of 'Teardrops on My Guitar'                                              |  |
| 6.  | Our Song                                                                                   |  |
| 7.  | Behind the Scenes of 'Our Song'                                                            |  |
| 8.  | Gag Short Cut Series: A Place in This World                                                |  |
| 9.  | Picture to Burn                                                                            |  |
| 10. | Taylor's Home Movie                                                                        |  |
| 11. | Taylor's Performance on The Tim McGraw Faith Hill Tour 2007 (Target Exclusive bonus track) |  |

## Singlar
- Tim McGraw
- Teardrops On My Guitar
- Our Song
- Picture To Burn
- Should've Said No